# Nurżan Aszymbietow
Nurżan Kiemierowicz Aszymbietow (oryg. Нуржан Кемерович Ашимбетов, ur. 26 czerwca 1969 we wsi Czornoje (obecnie Karakała) w rejone lebiażynskim (obecnie rejon akkulinski) w obwodzie pawłodarskim) – kazachski polityk.

## Życiorys
Początkowo pracował jako pomocnik kierownika wydziału sowchozu, później został zatrudniony w koncernie Saule w Pawłodarze. Ukończył Ałmaacki Instytut Weterynaryjny i Ałmaacki Instytut Ekonomii i Statystyki. W latach 1993–1995 pracował jako specjalista i główny specjalista Pawłodarskiego Terytorialnego Komitetu ds. Mienia Państwowego, później konsultant korporacji amerykańskiej agencji ds. rozwoju międzynarodowego, następnie został dyrektorem firmy konsultingowej Remek. Od kwietnia 2001 do marca 2006 był akimem rejonu lebiażynskiego, od marca 2006 do grudnia 2008 dyrektorem departamentu gospodarki rolnej obwodu pawłodarskiego, a od grudnia 2008 do października 2009 państwowym inspektorem Administracji Prezydenta Republiki Kazachstanu. Od października 2009 do 2012 był akimem Pietropawłowska, od 1 lutego 2012 2016 zastępcą akima obwodu pawłodarskiego ds. zagadnień gospodarki rolnej, od 13 kwietnia 2016 do sierpnia 2018 akimem Pawłodaru, a od 22 sierpnia 2018 do sierpnia 2019 akimem miasta Jekybastuz. 20 sierpnia 2019 został deputowanym do Mażylisu, w którym 4 września 2019 objął funkcję przewodniczącego Komitetu Zagadnień Agrarnych.